# Buk-gu, Pohang
Quận Bắc hay Buk-gu là một quận không tự trị của thành phố Pohang ở Gyeongsang Bắc, Hàn Quốc.

## Phân cấp hành chính
Buk-gu được chia thành 1 thị trấn (eup), 6 xã (myeon), và 8 phường (dong).
|                | Hangul | Hanja  |
| -------------- | ------ | ------ |
| Heunghae-eup   | 흥해읍 | 興海邑 |
| Singwang-myeon | 신광면 | 神光面 |
| Cheongha-myeon | 청하면 | 淸河面 |
| Songna-myeon   | 송라면 | 松羅面 |
| Gigye-myeon    | 기계면 | 杞溪面 |
| Jukjang-myeon  | 죽장면 | 竹長面 |
| Gibuk-myeon    | 기북면 | 杞北面 |
| Jungang-dong   | 중앙동 | 中央洞 |
| Yanghak-dong   | 양학동 | 良鶴洞 |
| Jukdo-dong     | 죽도동 | 竹島洞 |
| Yongheung-dong | 용흥동 | 龍興洞 |
| Uchang-dong    | 우창동 | 牛昌洞 |
| Duho-dong      | 두호동 | 斗湖洞 |
| Jangnyang-dong | 장량동 | 長良洞 |
| Hwanyeo-dong   | 환여동 | 環汝洞 |

## Liên kết
- (tiếng Hàn) Website chính thức